# Torre de Buira
La Torre de Buira es un pequeño pueblo español perteneciente al término municipal de Bonansa, en la Ribagorza, provincia de Huesca, Aragón. Se encuentra a 1130 m s. n. m., en la margen derecha del Noguera Ribagorzana. Su término hace frontera con Cataluña y se accede a él pasando por Buira. Se encuentra al sur de Buira y al suroeste de Pont de Suert. Su lengua propia es el catalán ribagorzano, ya que se encuentra en la Franja.
El origen del topónimo Buira parece relacionado con el término Boreas (viento del norte, tramuntana o vent de port o aire de port como se le denomina en la comarca).

## Historia
Esta localidad dependió históricamente del próspero monasterio de Lavaix, desde que el 29 de marzo de 1016 Guillermo Isárnez, conde de Ribagorza, lo diese en donación a los monjes. Otras teorías sitúan la donación hacia el año 1017 o 1018, con Guillermo II de Pallars Sobirá de Ribagorza. Es entonces de cuando se tiene su primera denominación, como Turrem ad Buera.
Está documentada una torre antes de 1300, la cual seguramente daría nombre al lugar, pero no hay rastro de ella hoy en día.
En el siglo XIX se encontraba dentro del municipio de Buira.

## Monumentos
- Iglesia parroquial: dedicada a San Clemente, actualmente en ruinas. Se apunta a que fue el origen de la arqueta de Buira (desde el año 2021 en el Museo Diocesano de Barbastro-Monzón y anteriormente en el Museo Diocesano de Lérida donde se encontraba la pieza desde principios del siglo XX). En la anotación referida a Buira de 26 de junio de 1901, refiriéndose al rector de Buira (Mariano Miranda, que también lo era de La Torre de Buira), señalaba: él dará un frontal viejo de escultura y las cajitas de Torre Buira, una de marfil, pídasele el calderito trípode y la caja grande de Torre; todas las cajas y cajitas provenían de Torre de Buira (San Clemente) y no de Buira (San José) como se consignó.[5]
- Ermita románica de Torm, en dirección sur por el camino hacia Santorens, al límite de término de la localidad.